# Маланій Руслан Миколайович
Руслан Миколайович Маланій (нар. 29 жовтня 1971, Львів) — український футболіст, що виступав на позиції півзахисника. Відомий за виступами в українських футбольних клубах вищої ліги — «Волинь» та «Нива», а також у низці клубів другої ліги, виступав також за футзальні клуби зі Львова «Мета-Приватбанк» та «Енергія». По закінченні кар'єри футболіста — український футбольний тренер.

## Клубна кар'єра
Руслан Маланій народився у Львові, та є вихованцем дитячо-юнацької спортивної школи місцевого клубу «Карпати». Виступи на футбольних полях молодий футболіст розпочав у 1990 в аматорській команді «Електрон» із Мостиськи. Професійну кар'єру Руслан Маланій розпочав у 1991 році в луцькій команді «Волинь», яка виступала на той час у буферній зоні другої союзної ліги. У своєму першому професійному сезоні Маланій зіграв за «Волинь» 16 матчів. Наступного року «Волинь» здобула право на виступи у вищій лізі першості незалежної України. Проте Руслан Маланій у першому чемпіонаті незалежної України зіграв лише 3 матчі, та протягом цього короткоплинного сезону перейшов до іншого вищолігового клубу — тернопільської «Ниви». Проте у цьому клубі футболіст зіграв лише 2 матчі чемпіонату, та повернувся до Луцька. У другому чемпіонаті незалежної України Маланій зіграв за лучан лише 2 матчі, та під час зимового міжсезоння повернувся до Львова. З початку 1993 року футболіст грав за місцевий аматорський клуб ЛАЗ, який з початку наступного сезону вже під назвою «Скіфи-ЛАЗ» розпочав виступи у перехідній лізі. Після року виступів за цей львівський клуб футболіст грав за друголігову команду «Газовик» із Комарно, а ще за рік перебрався до Дрогобича, де два роки грав у складі іншого друголігового клубу «Галичина». Наступного року Руслан Маланій грав за жовквівський «Гарай», який і став останнім професійним футбольним клубом у його кар'єрі.

## Кар'єра футзаліста
У 1998 році Руслан Маланій уперше виступав на футзальних полях, та провів у складі львівської команди «Мета-Приватбанк» 14 матчів. У 2001 році Маланій дебютував у складі вищолігового футзального клубу «Енергія» зі Львова, у якому зіграв у вищій футзальній лізі 23 матчі. Також Руслан Маланій грав за другу команду «Енергії», у складі якої провів 16 матчів.

## Тренерська кар'єра
По завершенню виступів на футбольних полях Руслан Маланій розпочав тренерську кар'єру. Тривалий час колишній футболіст працював у ДЮФШ львівських «Карпат». Пізніше Руслан Маланій працював головним тренером аматорського клубу з Львівської області «Лапаївка», після чого повернувся до роботи в ДЮФШ «Карпат».